# Fritz Sauckel
Fritz Sauckel (Haßfurt, 27 de octubre de 1894 - Núremberg, 16 de octubre de 1946) fue un destacado político nazi, Gauleiter de Turingia desde 1927 y el plenipotenciario general para el empleo de la mano de obra (Generalbevollmächtigter für den Arbeitseinsatz), esto es, el encargado de la mano de obra esclava para la economía de guerra alemana, desde 1942 hasta 1945. Bajo este cargo político jugó un importante papel durante la Segunda Guerra Mundial. (Raßloff, 2008, pp. 96–97) Al final de la contienda se entregó a las autoridades aliadas. (Raßloff, 2008, p. 106) En los juicios de Núremberg tenía que justificarse por la deportación de cinco millones de personas para trabajo forzado en circunstancias inhumanas. Fue condenado a muerte durante los juicios de Núremberg, siendo uno de los doce acusados que recibieron la pena capital.

## Biografía

### Fritz Sauckel como adolescente y adulto joven
Nacido en Baja Franconia, fue hijo único (Raßloff, 2008, p. 119) de un cartero y una costurera. Abandonó el Gymnasium no con el bachillerato, sino con la mittlere Reife, (Raßloff, 2008, p. 17) con la cual no podía estudiar, coincidiendo con la enfermedad de su madre. En 1909 se enroló en la marina mercante, convirtiéndose en marinero y abandonando la casa de sus padres con apenas quince años. (Raßloff, 2008, p. 17) Fue marino por cinco años. Comenzó viajando en un barco noruego y después pasó a otros barcos escandinavos y a barcos alemanes. (Raßloff, 2008, p. 18) De 1914 a 1919 fue prisionero de guerra de Francia, pero no padecía necesidad, leía y practicaba deporte. (Raßloff, 2008, p. 19) Más tarde fue obrero de fábrica durante varios años.

### Comienzo de sus actividades políticos
En 1919 ingresó en el Deutschvölkischer Schutz- und Trutzbund, una organización de masas nacional, racista y fascista, y tuvo un papel decisivo en el éxito de la agrupación local de Schweinfurt de esta organización. (Raßloff, 2008, p. 26) También la usó para difundir propangada antisemita radical. (Raßloff, 2008, pp. 28–29) Con el tiempo, ocupó puestos más importantes en el Deutschvölkischer Schutz- und Trutzbund. (Raßloff, 2008, p. 30)
Ya desde el principio de sus actividades políticas Fritz Sauckel tenía una visión profundamente antisemita del mundo. Creía «en una influencia grande y perjudicial» del judaísmo y «en una extranjerización en casi todos los cargos decisivos [y] en toda la vida pública del pueblo alemán» como dijo él mismo en 1945. También creía en razas humanas y que una mezcla de ellas era contranatural. (Raßloff, 2008, p. 27)
En 1922 y el año siguiente estudió en una Escuela Superior de Ingenieros en Ilmenau, Turingia, pero no consiguió graduarse. En 1923 se casó con Elisabeth Wetzel, con la que tendrá diez hijos, y se afilió al Partido Nacionalsocialista Obrero Alemán (NSDAP). Antes ya se había convertido en miembro de las SA. Cuando se prohibió el NSDAP después del fallido golpe de Estado de Adolf Hitler, el 8 y 9 de noviembre de 1923, Sauckel fundó dos asociaciones para reemplazar los grupos locales del NSDAP y de las SA en Ilmenau. En 1924 y 1925 publicó un periódico nacionalsocialista, el primero en Turingia, llamado «Deutscher Aar». (Raßloff, 2008, p. 44)

### Jefe del Partido Nacionalsocialista Obrero Alemán en Turingia y miembro del Parlamento de Turingia
El 28 de septiembre de 1927 Adolf Hitler nombró a Fritz Sauckel Gauleiter del NSDAP de Turingia. Bajo el liderazgo de Sauckel, el NSDAP recibió el 11,3 % de los votos en las elecciones al Parlamento de Turingia del 8 de diciembre de 1929.
Se formó una coalición del Landbund, del DNVP, del DVP y del NSDAP bajo el liderazgo del Landbund. (Raßloff, 2008, p. 55) Sauckel fue elegido presidente del grupo parlamentario del NSDAP en el Parlamento de Turingia. Después de estas elecciones, en 1930, con Wilhelm Frick por primera vez hubo un miembro del NSDAP en un Gobierno de un estado federado de Alemania y Frick, ahora ministro del Interior y de Educación de Turingia, enseguida llevó a la práctica una política nacionalsocialista, reemplazando a funcionarios de Estado en la administración, la Policía y en escuelas y universidades. (Raßloff, 2008, p. 55–56) Entretanto, en el periódico del NSDAP ("Der Nationalsozialist", "El Nacionalsocialista") Fritz Sauckel polemizó contra e insultó a los miembros del Partido Popular Alemán (DVP) y finalmente, en abril de 1931, con los votos de este partido y de los partidos de los obreros, se presentó una moción de censura contra Wilhelm Frick y la coalición gubernamental se rompió. (Raßloff, 2008, p. 56)
Los discursos de Fritz Sauckel en el Parlamento elogiaron la comunidad nacional autoritaria para resolver todos los problemas actuales de Alemania, para dar a todos sus miembros «honor, libertad y pan» y para liberar Alemania de la «opresión» por el Tratado de Versalles. (Raßloff, 2008, p. 58) También presentó al NSDAP como único actor capaz de proteger a Alemania de la supuesta «revolución mundial bolchevique». (Raßloff, 2008, pp. 58–59)

### Pasos hacia la dictadura en Turingia
En las elecciones regionales en Turingia del 31 de julio de 1932 el NSDAP recibió el 42,5 % de los votos y el 26 de agosto de 1932 Sauckel fue nombrado presidente y ministro del Interior de Turingia. (Raßloff, 2008, p. 59) Llamó al boicot de los judíos y redujo a la mitad los salarios de los ministros. (Raßloff, 2008, p. 60) Su ministro de Hacienda, Willy Marschler, dijo que la tarea del Gobierno de Turingia era solamente llevar a Turingia al Tercer Reich, planeado por Adolf Hitler. (Raßloff, 2008, p. 61)
El 30 de enero de 1933 Adolf Hitler se convirtió en canciller del Reich alemán. Ya el 31 de enero de 1933 se prohibieron las actividades políticas del Partido Comunista de Alemania (KPD) en Turingia. (Raßloff, 2008, p. 64) El 14 de febrero de 1933 el Parlamento de Turingia decidió aplazar su próxima reunión por tiempo indefinido. Esto significó el fin de la democracia en Turingia. (Raßloff, 2008, p. 64) Después del incendio del Reichstag el 27 de febrero de 1933 se persiguieron a los políticos de izquierda también en Turingia. (Raßloff, 2008, p. 64)

### Turingia bajo el mandato de Fritz Sauckel
El 5 de mayo de 1933 Fritz Sauckel fue nombrado Reichsstatthalter de Turingia. Ya que todavía era Gauleiter del NSDAP en Turingia, ahora tuvo los dos cargos más altos en Turingia, y desde 1936 también fue ministro del Interior de Turingia. Pudo disolver el Parlamento de Turingia y nombrar a los miembros del Gobierno y a los funcionarios del Estado de Turingia. (Raßloff, 2008, p. 66) Aseguró que los puestos directivos en el Estado, la economía y la sociedad de Turingia eran cubiertos con nacionalsocialistas y miembros de la élite burguesa conservadora. (Raßloff, 2008, p. 67) Para complacer a Hitler, se emprendieron extensos proyectos de construcción en Weimar, la capital turingia, en los cuales fueron empleados miles de presos de campos de concentración. (Raßloff, 2008, p. 69)
Bajo el gobierno de Fritz Sauckel, Turingia también fue implicado en el auge de la industria de armamento (Raßloff, 2008, p. 72) y Sauckel estuvo directamente involucrado: en 1936 fundó una empresa productora de armamentos del NSDAP, la Wilhelm-Gustloff-Stiftung, y bajo Sauckel la Wilhelm-Gustloff-Stiftung se convirtió en una de las más grandes empresas productoras de armamentos en Alemania. Luego, en primavera de 1943, terminaron las obras de una fábrica que Sauckel hizo construir, llamada Gustloff-Werk II, directamente al lado del campo de concentración de Buchenwald y en julio de 1944 en sus dos fábricas "Gustloff" trabajaron unos 5000 presos de campos de concentración, otros 2000 trabajadores forzados y unos 1000 trabajadores y empleados regulares. (Raßloff, 2008, p. 88)
Bajo el Gobierno de Sauckel se persiguieron a los judíos de Turingia. Ya en 1932 introdujo varias medidas para discriminarlos y llamó a boicotear negocios judíos. En marzo de 1933 prohibió la Asociación Central de Ciudadanos Alemanes de Fe Judía (Centralverein deutscher Staatsbürger jüdischen Glaubens) en Turingia, lo que sirvió de modelo para una prohibición en Alemania. También sirvió de modelo para acciones similares la expropiación, en 1935, de una fábrica en Turingia. De los 4500 judíos que vivían en Turingia antes de 1933 solamente quedaron 400 después de la dictadura nazi. (Raßloff, 2008, p. 82–83)
En Turingia existió entre 1937 y 1945 uno los campos de concentración más grandes, el campo de concentración de Buchenwald, lo que Sauckel consideró como positivo para la reputación del Gau de Turingia (Raßloff, 2008, p. 83) y por lo que se había esforzado. (Raßloff, 2008, pp. 86, 89) En Buchenwald hubo unos 240 000 presos, de los cuales unos 43 000 murieron allí y al menos 10 000 fueron enviados a campos de exterminio. Después de la Segunda Guerra Mundial, cuando vio una película documental sobre los campos de concentración, Sauckel se mostró horrorizado. (Raßloff, 2008, p. 84) La mayoría de los ciudadanos de Weimar, igual que Sauckel, negó haber sabido de los horrores que tuvieron lugar solamente a ocho kilómetros de Weimar. Sin embargo, entre el campo de concentración y la ciudad existieron muchas relaciones infraestructurales, económicas y administrativas. Además, a la estación central de Weimar llegaron los presos, que a continuación iban en camiones o a pie al campo de concentración (Raßloff, 2008, pp. 84–85) y Sauckel empleó también como particular y para proyectos de construcción en Weimar a presos de Buchenwald. (Raßloff, 2008, pp. 88–89)
Como Gauleiter, Fritz Sauckel supo que se asesinaron a pacientes psiquiátricos. En Turingia, se mataron a unos 630 de ellos. Además había un programa de asesinato de niños enfermos. Sauckel lo aprobó – ya en 1938 había abogado por el asesinato de minusválidos y enfermos mentales en un discurso. (Raßloff, 2008, pp. 81–82)

### Fritz Sauckel como plenipotenciario general para el despliegue laboral
El 21 de marzo de 1942 Hitler le nombró a Fritz Sauckel plenipotenciario general para el despliegue laboral (Generalbevollmächtigter für den Arbeitseinsatz o GBA), (Raßloff, 2008, p. 91) encargado de la mano de obra esclava para la economía de guerra. (Se había quedado con la posición de Gauleiter de Turingia.) (Raßloff, 2008, p. 94) Sauckel organizó con ese motivo las deportaciones de casi seis millones de trabajadores forzados desde los países ocupados hacia Alemania, que tenían que trabajar en condiciones inhumanas. Incluso se deportaron a niños. (Raßloff, 2008, p. 98) Los trabajadores forzados tenían que trabajar hasta dieciocho horas diarias y por lo general sin suficiente comida, ropa y atención médica. Vivían en barracas primitivas. Sauckel exigía para los trabajadores forzados que venían de Europa de Este, considerados por los nazis de raza inferior, la pena de muerte por el menor delito. (Raßloff, 2008, p. 103) Sauckel administró las deportaciones vía ferrocarril de judíos y eslavos desde la Unión Soviética hacia los campos de concentración,[cita requerida] y suministró mano de obra para la Organización Todt a cargo de Albert Speer. Finalmente, unos 20 % de los puestos de trabajo en Alemania fueron ocupados por extranjeros, y junto con los presos en los campos de concentración y los judíos deportados fueron más de un cuarto. (Raßloff, 2008, p. 96–97)

### Fritz Sauckel en los juicios de Núremberg
Después de la capitulación alemana de mayo de 1945, Sauckel se entregó a los americanos, que llegaron a Berchtesgaden. (Raßloff, 2008, p. 106) Cerca de allí Sauckel se había refugiado en abril de 1945. (Raßloff, 2008, p. 105) El 20 de noviembre de 1945 fue puesto a prueba antes que el Tribunal Militar Internacional como el mayor criminal de guerra.
Acusado en los juicios de Núremberg ante el Tribunal Militar Internacional se presentaron cuatro cargos contra Sauckel: «1) conspiración para o planificación de un crimen contra la paz, 2) crímenes contra la paz, es decir llevar a cabo una guerra de agresión, 3) crímenes de guerra [...], 4) crímenes contra la humanidad.» (Raßloff, 2008, p. 107) Fue declarado culpable de los cargos tres y cuatro y condenado a morir en la horca. (Raßloff, 2008, p. 109) El defendió la Arbeitseinsatz como "nada que ver con la explotación. Esto es un proceso económico para abastecer el trabajo". Rechazó que fuera trabajo de esclavos o que esto fuera común para un trabajo deliberado para la gente que moría (exterminio por trabajo) o maltrato para ellos. Pero documentos presentados como evidencia mostraron que él fue un cómplice en la explotación laboral.
Todos los hombres (prisioneros de guerra y trabajadores civiles extranjeros) debían de ser alimentados, darles refugio y siendo tratados de una manera que la explotación de ellos fuera lo más alta posible extendiéndose a un grado bajo de gasto.
Su abogado defensor había sido Robert Servatius. El acusado había violado treinta y cuatro tratados internacionales, emprendido guerras de agresión y desencadenado, por último, un conflicto mundial. Por el tercer cargo, crímenes de guerra, el acusado había ordenado o tolerado asesinatos colectivos y torturas, deportado a millones de personas y organizado el pillaje económico. También por el cuarto cargo, crímenes contra la humanidad, el acusado había perseguido a numerosas minorías y exterminado a colectividades enteras. 
La carta de Fritz Sauckel a Alfred Rosenberg, fechada el 20 de abril de 1942, reporta un Programa de Movilización Laboral. Robert Servatius, consejero de Sauckel, lo retrató como un representativo de la clase trabajadora de Alemania. Un fiestero y sin pretensiones serias, asiduo promotor de los comités de utilidad de la clase trabajadora. Su imagen contraria a la de Speer, mientras Servatius se yuxtaponía contra Sauckel como un genio técnico y un administrador emprendedor. Sauckel supuso  que Speer tenía mayor responsabilidad legal y moral, por virtud de la prontitud en que sabía las demandas de la carta, de acuerdo a los protocolos. Esta estrategia no estuvo a su favor, porque el radio del jurado final contra su respectiva defensa dejó fuera a Speer en numerosas tareas, con la fuerza de los programas de trabajo que comprimían una face de su responsabilidad ministerial, mientras Sauckel fue responsable de su oficina como General Pleniponteciario. Sauckel fue encontrado culpable de crímenes de guerra y crímienes contra la humanidad siendo colgado en la prisión de Núremberg el 16 de octubre de 1946. Once días antes de su cumpleaños N° 52 después de recibir la comunión. Albert Speer escapó de la sentencia de muerte, pero estuvo preso veinte años en la prisión de Spandau.
Fue ejecutado en la horca en la prisión de Núremberg en las primeras horas del 16 de octubre de 1946. (Raßloff, 2008, p. 117) Su cuerpo fue incinerado en el crematorio muniqués de Ostfriedhof. El cadáver de Sauckel fue uno de los otros nueve hombres ejecutados y con el cadáver de Hermann Göring fue cremado en Ostfriedhof, Múnich y las cenizas fueron esparcidas para que ninguna sepultura se convirtiera en centro nostálgico de sus adeptos. (Raßloff, 2008, p. 117)